# Ремез вогнистоголовий
Ремез вогнистоголовий (Cephalopyrus flammiceps) — вид горобцеподібних птахів родини синицевих (Paridae).

## Поширення
Птах гніздиться в Гімалаях, в горах Гендуаншань та Нуцзяншань на межі Китаю та М'янми, в горах Мікагшань і Дабашань у китайській провінції Сичуань. На зимівлю мігрує на південь в Індію, Бангладеш та північ Таїланду. Живе у помірних вологих або змішаних лісах, рідше на відкритих територіях з поодинокими деревами.

## Спосіб життя
Під час міграції та взимку зазвичай трапляється в невеликих зграях, але можна побачити групи до 100 птахів. Поживу шукає поживу на деревах та серед кущів. Основу раціону складають комахи, рідше поїдає рослинну їжу. Сезон гніздування триває з початку квітня до середини червня. Гніздо облаштовує у дуплах дерев. Зазвичай використовує природні порожнини, але часто переймає покинуте гніздо дятла. Гніздом займається самиця, тоді як самець охороняє територію. У кладці зазвичай чотири синьо-зелені яйця. Інкубаційний період невідомий. Невідомо, чи бере самець участь в інкубації. Молодняк годують обоє батьків.

## Підвиди
- C. f. flammiceps (E. Burton, 1836) — гніздиться на півночі Пакистану, в Кашмірі і на заході Непалу.
- C. f. olivaceus Rothschild, 1923 — трапляється у східній частині ареалу